# Eichenau
Eichenau is een gemeente in de Duitse deelstaat Beieren, en maakt deel uit van het Landkreis Fürstenfeldbruck.
Eichenau telt 11.904 inwoners.

## Geschiedenis
In 1863 ontstond de eerste bebouwing met het plaatsen van een huis in de buurt van het S-bahnstation langs de spoorlijn van München naar Lindau. De eerste bewoners waren voornamelijk forenzen uit München. In 1907 werd de naam officieel vastgesteld.
Adelshofen ·
Alling ·
Althegnenberg ·
Egenhofen ·
Eichenau ·
Emmering ·
Fürstenfeldbruck ·
Germering ·
Grafrath ·
Gröbenzell ·
Hattenhofen ·
Jesenwang ·
Kottgeisering ·
Landsberied ·
Maisach ·
Mammendorf ·
Mittelstetten ·
Moorenweis ·
Oberschweinbach ·
Olching ·
Puchheim ·
Schöngeising ·
Türkenfeld